# Herofilos z Chalcedonu
Herofilos (gr. Ἡρόφιλος, łac. Herophilus), znany też jako Herofilos z Chalcedonu lub z Aleksandrii (ok. 335-280 r. p.n.e.) – grecki lekarz, założyciel szkoły lekarskiej w okresie hellenistycznym.
Pochodzący z Chalcedonu (obecnie Kadıköy w Turcji), działał w Aleksandrii, w założonym przez Ptolemeusza I Sotera Muzejonie. Znany jako twórca naukowo pojmowanej anatomii. Zajmując się także fizjologią, jako pierwszy swe wnioski o budowie ciała opierał na sekcjach zwłok, (nawet na wiwisekcjach), przeprowadzanych wraz z Erasistratosem z Keos, z którym reprezentował w medycynie kierunek racjonalistyczny. Ich anatomiczne studia niezwykle wzbogaciły medycynę antyczną, stwarzając nowe możliwości dla chirurgii, w której odtąd notuje się systematyczny rozwój. Herofilos zwrócił również uwagę na znaczenie farmakologii, która w okresie hellenistycznym (dzięki handlowym kontaktom z odległymi krajami) znacznie rozszerzyła zasób posiadanych dotąd środków leczniczych.
Uczony badał m.in. mózg, który rozpoznał jako centrum układu nerwowego. Rozróżniał impulsy nerwowe i dokładnie opisał oko, mózg, wątrobę, trzustkę, układy wydzielania śliny oraz układ rozrodczy. Jako pierwszy zaobserwował, że tętnice nie zawierają powietrza tylko krew.
Opisał budowę przewodu pokarmowego i podał pierwszy opis części jelita cienkiego, którą nazwał dwunastnicą, gdyż długość jej określił na 12 poprzecznych szerokości palca (nazwa zachowana dotychczas).
Jego prace zawierały m.in. komentarze do dzieł Hipokratesa. Był także twórcą nowoczesnych metod diagnostycznych, które doskonalił w trakcie swej praktyki. Jego zaginione dzieła znane są przede wszystkim z cytatów w pracach Galena. 